# Imola (stacja kolejowa)
Imola (wł: Stazione di Imola) – stacja kolejowa w Imoli, w regionie Emilia-Romania, we Włoszech. Znajdują się tu 2 perony. Posiada kategorię srebrną.